# SunDog: Frozen Legacy
SunDog: Frozen Legacy ist ein Computerspiel von FTL Games. Es wurde 1982 bis 1984 vor allem von Bruce Webster für den Apple II entwickelt. Eine erweiterte Fassung erschien 1986 für den Atari ST.

## Handlung
Der Spieler führt Zed, einen ehemaligen Sklaven. Dieser hat von einem Onkel das kleine Raumschiff „Sundog“ geerbt. Ohne Ahnung von Raumfahrt, Handel, Börse etc. muss er nun den Vertrag seines Onkels mit einer religiösen Gemeinschaft erfüllen, und angefordertes Material zum Aufbau einer neuen Kolonie beschaffen. Zu diesem Material gehören auch eingefrorene Kolonisten, die auf allen Planeten verstreut gelagert sind und erst gefunden werden müssen.
Das Geld dazu muss er durch den Kauf und Verkauf von Waren auf den verschiedenen Planeten selbst erwirtschaften.
Weitere Aufgaben sind die Reparatur des Schiffs, die Verbesserung der Ausstattung, die Erkundung aller erreichbaren Planetensysteme und der Kampf gegen Raumpiraten.

## Systemanforderungen
Das Spiel benötigt einen Farbmonitor und wird ausschließlich mit der Maus bedient.